# Tito Díaz
José Antonio Díaz López, también conocido como Tito Díaz, (nacido el 20 de noviembre de 1957 en Lugo, Galicia) es un exjugador y entrenador de baloncesto español. Con una estatura de tan solo 1.78, su puesto natural en la cancha era el de base. Actualmente es Director Deportivo del CB Breogán de la Liga ACB.

## Carrera como jugador
Como jugador, Díaz militó en el Breogán desde tercera división hasta alcanzar el quinto puesto en la Liga ACB en la década de los 80'. Con su 1'78 m estuvo jugando durante cinco temporadas (en dos etapas diferentes) en el Club Baloncesto Breogán, también estuvo otra temporada en el Ribadeo/Celta de Vigo para terminar retirándose en Basketmar A Coruña (1990/91). Se retiró de la práctica activa del baloncesto al final de la temporada 1991/92.

## Carrera como entrenador
En la temporada 1994/95 dirige al Celta Playas, en la categoría autonómica. En la temporada 1995/96 dirige al Celta Playas en la Segunda División. En la temporada 1997/98 ocupa el cargo de secretario técnico y primer entrenador del Breogán Lugo.  Los resultados no le acompañaron en su etapa como entrenador del conjunto lucense y el 26 de diciembre de 1997, es sustituido por Paco García en el cargo de entrenador del Breogán.
En las temporadas 1998/99, 1999/2000 y 2000/01 dirige al Inelga BBC Villagarcía en la Liga EBA, club en el que estuvo durante tres temporadas en el banquillo dirigiendo a un equipo que competía en EBA. Luego ficha en Marín equipo en el que milita dos años más y un tercero en CB Rosalía de Castro en Santiago de Compostela, al acabar en Rosalia ficha en Vigo en el Gestiberica con el que logra el ascenso directo a Leb Plata desde la antigua Leb Bronce. 
Más tarde, se pasa al baloncesto femenino para hacerse cargo del Extrugasa de Vilagarcía, en baloncesto femenino, con el que consiguió el ascenso a la máxima categoría.
En la temporada 2013-14 se hizo cargo del Leyma Coruña, con el que jugó durante tres temporadas los play off de ascenso. En la temporada 2015-16, el conjunto coruñés eliminó al Breogán en cuartos de final y se quedó a un paso de la final al caer en el quinto partido de semifinales ante el Melilla, que se proclamaría campeón, aunque luego no consumó su ascenso a la Liga ACB.
El 19 de marzo de 2019, se convierte en entrenador del Club Baloncesto Breogán de la Liga Endesa, para intentar sacar al club lucense de los puestos de descenso.Desde 2019 a 2024, ocupó la dirección general de dicho club, con un ascenso a la Liga ACB, una participación en Copa del Rey de baloncesto y otra en Basketball Champions League, de la que el club también disputó otra fase previa. En mayo de 2024, pasa a ser exclusivamente director deportivo.

## Clubs como entrenador
- 1994-95 Celta Playas. Categoría autonómica.
- 1995-97 Celta Playas. Segunda División.
- 1997-98 Club Baloncesto Breogán ocupa el cargo de secretario técnico y primer entrenador.
- 1998-01 Inelga BBC Villagarcía en la Liga EBA
- 2001-03 Club Baloncesto Peixefresco Marín
- 2003-04 CB Rosalía de Castro
- 2007-08 Gestibérica Vigo
- 2008-11 Extrugasa de Vilagarcía
- 2013-17 Leyma Natura Coruña
- 2019-2019. Club Baloncesto Breogán
- 2019-2024 Club Baloncesto Breogán director general.
- 2024-Act. Club Baloncesto Breogán director deportivo.

## La vieja música
Hace un papel, junto a su compañero de equipo Jimmy Wright, en esta película dirigida por Mario Camus, en las que el baloncesto, el Breogán y Lugo están muy presentes.